# Radrennbahn Preston Park

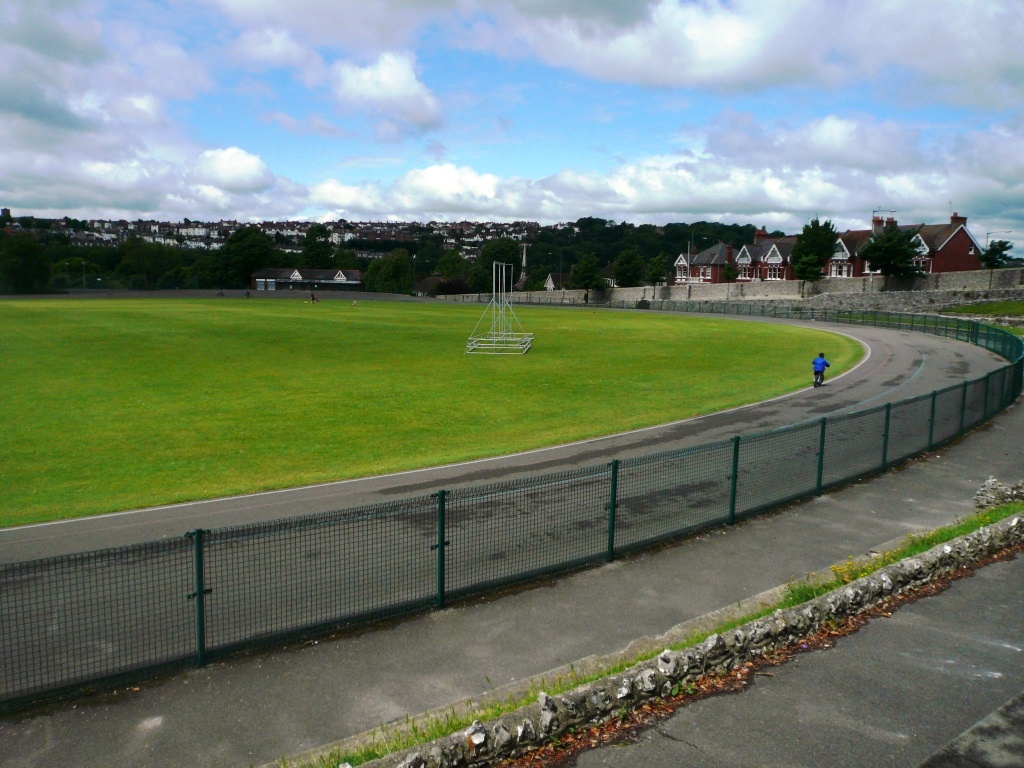
Preston Park (2012)

Die Radrennbahn Preston Park wurde 1877 in Brighton erbaut. Sie ist nicht nur die älteste noch existierende Radrennbahn im Vereinigten Königreich, sondern vermutlich der ganzen Welt. Sie liegt in der nordwestlichen Ecke des Preston Park.
Die offene Radrennbahn Preston Park wurde 1877 von Soldaten der British Army per Hand ausgeschachtet und angelegt. Die ersten Rennen fanden im Jahr darauf statt, und bis zum Ersten Weltkrieg wurden jährlich Wettbewerbe ausgetragen. Die Bahn ist 579 Meter lang, und damit auch die längste Bahn im Vereinigten Königreich und hat eine bauliche Besonderheit: Während Radrennbahnen normalerweise ovalförmig sind, und zwei lange Geraden sowie zwei kurze mit starken Kurven besitzen, ähnelt die Bahn Preston Park einem Viereck mit vier nahezu gleich langen Seiten.
Als die Bahn nach dem Krieg wiedereröffnet wurde, wurde ihre Oberfläche mit Asche ausgelegt. Wenn Fahrer stürzten, mussten sie ins Vereinshaus getragen werden, wo die Asche mit heißem Wasser und Bürsten entfernt wurde. 1936 wurde die Asche gegen Asphalt ausgetauscht und zudem wurden aus Sicherheitsgründen zwei Kurven erhöht. In den 1950er Jahren zogen die Rennen an den Bank holidays bis zu 10.000 Zuschauer an. Viele Radsportstars, darunter der fünffache Weltmeister im Sprint, Reg Harris, und der vierfache Sprint-Weltmeister Arie van Vliet, starteten auf der Radrennbahn. In den 1890er Jahren trainierte dort die Rekordfahrerin Tessie Reynolds, in den letzten Jahren der irische Meister Felix English, der aus Brighton stammt.
Ab den 1970er-Jahren sank die Popularität der Radrennbahn, bis sich im Jahr 2000 die neue Sussex Cycle Racing League formte, die seitdem jeden Mittwoch von April bis August Rennen veranstaltet und intensive Nachwuchsarbeit betreibt.